# Delta Burke
Delta Burke (Orlando, 30 luglio 1956) è un'attrice statunitense.
Fra i suoi ruoli di maggior successo, quelli nella serie televisiva Popular (1999-2001) e nel film Going for Broke - Una vita in gioco (2003).
La sua interpretazione di Suzanne Sugarbaker nella serie Quattro donne in carriera (1986-1991) le ha dato molta popolarità in patria

## Biografia
Dopo aver frequentato la Colonial High School ad Orlando, nello stato della Florida, termina gli studi nel 1974, durante lo stesso anno partecipa all'elezione di Miss Florida, vincendo la competizione.
La sua carriera televisiva inizia nel 1980, in una miniserie della CBS.

## Filmografia

### Cinema
- Maternal Instincts, regia di George Kaczender (1996)
- Sordid Lives, regia di Del Shores (2000)
- What Women Want - Quello che le donne vogliono (What Women Want), regia di Nancy Meyers (2000)
- Hansel & Gretel, regia di Gary J. Tunnicliffe (2002)
- Cani dell'altro mondo (Good Boy!), regia di John Hoffman (2003)

### Televisione
- Zuma Beach, regia di Lee H. Katzin - film TV (1978)
- Charleston, regia di Karen Arthur - film TV (1979)
- A Last Cry for Help, regia di Hal Sitowitz - film TV (1979)
- The Seekers  – miniserie TV, episodi 1x01-1x02 (1979)
- Una storia del West (The Chisholms) – serie TV, 9 episodi (1980)
- Lobo (The Misadventures of Sheriff Lobo) – serie TV, episodi 1x20 (1980)
- Nero Wolfe – serie TV, episodi 1x08 (1981)
- Rooster, regia di Russ Mayberry - film TV (1982)
- Professione pericolo (The Fall Guy) – serie TV, episodi 1x01-2x05 (1981-1982)
- Fantasilandia (Fantasy Island) – serie TV, episodi 6x18 (1983)
- Mike Hammer - Un mistero dal passato (Murder Me, Murder You), regia di Gary Nelson - film TV (1983)
- Gun Shy – serie TV, episodi 1x06 (1983)
- Lo zio d'America (Filthy Rich) – serie TV, 15 episodi (1982-1983)
- Mai dire sì (Remington Steele) – serie TV, episodi 2x04 (1983)
- Johnny Blue, regia di Richard Irving e Bernard L. Kowalski - film TV (1983)
- Automan – serie TV, episodi 1x05 (1984)
- Lottery! – serie TV, episodi 1x12 (1984)
- Mike Hammer investigatore privato (Mike Hammer) – serie TV, episodi 1x05 (1984)
- Love Boat (The Love Boat) – serie TV, episodi 6x21-7x13-8x09 (1983-1984)
- T.J. Hooker – serie TV, episodi 4x10 (1984)
- Casalingo Superpiù (Who's the Boss?) – serie TV, episodi 1x12 (1985)
- A Bunny's Tale, regia di Karen Arthur - film TV (1985)
- Temporary Insanity - film TV (1985)
- Hotel – serie TV, episodi 4x09 (1986)
- Scuola di football (1st & Ten) – serie TV, 28 episodi (1984-1987)
- Simon & Simon – serie TV, episodi 7x02 (1987)
- Where the Hell's That Gold?!!?, regia di Burt Kennedy - film TV (1988)
- Quattro donne in carriera (Designing Women) – serie TV, 118 episodi (1986-1991)
- Love and Curses... And All That Jazz, regia di Gerald McRaney - film TV (1991)
- L'amico dei miei sogni (Day-O), regia di Michael Schultz - film TV (1992)
- Delta – serie TV, 17 episodi (1992-1993)
- Un detective in corsia (Diagnosis Murder) – serie TV, episodi 1x19 (1994)
- Simon & Simon: In Trouble Again, regia di John McPherson - film TV (1995)
- Women of the House – serie TV, 12 episodi (1995)
- Tre angeli all'inferno (A Promise to Carolyn), regia di Jerry London - film TV (1996)
- Lois & Clark - Le nuove avventure di Superman (Lois & Clark: The New Adventures of Superman) – serie TV, episodi 4x03 (1996)
- Terra promessa (Promised Land) – serie TV, episodi 1x09 (1996)
- Melanie Darrow, regia di Gary Nelson - film TV (1997)
- Da un giorno all'altro (Any Day Now) – serie TV, episodi 1x13-1x21 (1998-1999)
- Popular – serie TV, 6 episodi (1999-2001)
- Il tocco di un angelo (Touched by an Angel) – serie TV, episodi 3x11-7x24-7x25 (1996-2001)
- Dangerous Child, regia di Graeme Campbell - film TV (2001)
- DAG – serie TV, 17 episodi (2000-2001)
- In tribunale con Lynn (Family Law) – serie TV, episodi 3x20 (2002)
- St. Sass, regia di Gerry Cohen - film TV (2002)
- Going for broke - Una vita in gioco (Going for Broke), regia di Graeme Campbell - film TV (2003)
- Sweet Potato Queens, regia di Jill Conner Browne e Pamela Eells - film TV (2003)
- Un anno senza Babbo Natale (The Year Without a Santa Claus), regia di Ron Underwood - film TV (2006)
- Boston Legal – serie TV, 5 episodi (2006-2007)
- The Wedding Bells – serie TV, episodi 1x01 (2007)
- A.A.A. cercasi marito (Bridal Fever), regia di Ron Oliver (2008)
- Drop Dead Diva – serie TV, episodi 1x10 (2009)
- Counter Culture, regia di Ted Wass - film TV (2012)